# Првенство Јужне Америке у фудбалу 1955.
Првенство Јужне Америке 1955.  је било двадесет треће издање овог такмичења, сада познатог по имену Копа Америка. Првенство се играло у Чилеу од 27. фебруара до 30. марта 1955. године. На првенству је учествовало шест екипа. Аргентина освојила је првенство десети пут у својој историји. Друго место припало је репрезентацији Чилеа и треће место је освојио Перу. Родолфо Мичели, члан националног тима Аргентине био је најбољи стрелац шампионата са осам постигнутих голова.

## Учесници
На првенству Јужне Америке учествовало је шест репрезентација: домаћин Чиле, Перу,  Еквадор, Уругвај, Парагвај и Аргентина. Боливија, Бразил и Колумбија су се повукли са турнира. Бергеров систем је примењен и шампион је био тим који је сакупио највише поена. 
1.  Чиле

2.  Аргентина

3.  Парагвај

4.  Уругвај

5.  Перу

6.  Еквадор

## Град домаћин и стадион
| Сантијаго де Чиле | Сантијаго де Чиле |
| ----------------- | ----------------- |
| Насионал де Чиле  |                   |
| Капацитет: 70.000 |                   |
|                   |                   |

## Табела
| Репрезентација | И | Д | Н | И | ДГ | ПГ | ГР  | Бод. |
| -------------- | - | - | - | - | -- | -- | --- | ---- |
| Аргентина      | 5 | 4 | 1 | 0 | 18 | 6  | +12 | 9    |
| Чиле           | 5 | 3 | 1 | 1 | 19 | 8  | +11 | 7    |
| Перу           | 5 | 2 | 2 | 1 | 13 | 11 | +2  | 6    |
| Уругвај        | 5 | 2 | 1 | 2 | 12 | 12 | 0   | 5    |
| Парагвај       | 5 | 1 | 1 | 3 | 7  | 14 | −7  | 3    |
| Еквадор        | 5 | 0 | 0 | 5 | 4  | 22 | −18 | 0    |

| Чиле                                                                        | 7–1 | Еквадор        |
| --------------------------------------------------------------------------- | --- | -------------- |
| Ормазабал 27’, 47’, 53’ · Д. Замбрано 31’, 35’ · Мелендез 33’ · Робледо 55’ |     | Виљакресес 64’ |

| Аргентина                                    | 5–3 | Парагвај                               |
| -------------------------------------------- | --- | -------------------------------------- |
| Мичели 5’, 18’ (пен.), 64’, 83’ · Борељо 74’ |     | Ролон 13’ · Мартинез 47’ · Виљалба 89’ |

| Чиле                                                       | 5–4 | Перу                                                              |
| ---------------------------------------------------------- | --- | ----------------------------------------------------------------- |
| Муњоз 9’ · Робледо 13’, 57’ · Ормазабал 52’ · Р. Банда 84’ |     | Кастиљо 35’ · Барбадиљо 62’ · Хередија 63’ (пен.) · Г. Санчез 83’ |

| Уругвај                                  | 3–1 | Парагвај  |
| ---------------------------------------- | --- | --------- |
| Боргес 2’ · Абадие 5’ · Мигез 86’ (пен.) |     | Ролон 23’ |

| Аргентина                                        | 4–0 | Еквадор |
| ------------------------------------------------ | --- | ------- |
| Бонељи 11’ · Гриљо 24’ · Мичели 28’ · Борељо 71’ |     |         |

| Перу                                                 | 4–2 | Еквадор         |
| ---------------------------------------------------- | --- | --------------- |
| Г. Санчез 11’, 15’ · Гонзабај 29’ (а.г.), 88’ (а.г.) |     | Матуте 34’, 61’ |

| Чиле                      | 2–2 | Уругвај         |
| ------------------------- | --- | --------------- |
| Муњоз 30’ · Ормазабал 72’ |     | Галван 24’, 41’ |

| Парагвај              | 2–0 | Еквадор |
| --------------------- | --- | ------- |
| Ролон 16’, 32’ (пен.) |     |         |

| Аргентина                      | 2–2 | Перу               |
| ------------------------------ | --- | ------------------ |
| Гриљо 7’ · Карлос Кечонато 41’ |     | Г. Санчез 23’, 57’ |

| Чиле                                                  | 5–0 | Парагвај |
| ----------------------------------------------------- | --- | -------- |
| Мелендез 10’, 52’ · М. Муњоз 77’, 79’ · Ормазабал 82’ |     |          |

| Перу     | 1–1 | Парагвај  |
| -------- | --- | --------- |
| Тери 33’ |     | Ролон 65’ |

| Уругвај                                              | 5–1 | Еквадор    |
| ---------------------------------------------------- | --- | ---------- |
| Галван 4’ · Мигез 12’ · Абадије 26’, 80’ · Перез 54’ |     | Матуте 36’ |

| Аргентина                                            | 6–1 | Уругвај   |
| ---------------------------------------------------- | --- | --------- |
| Мичели 37’, 61’ · Лабруна 39’, 71’, 87’ · Борељо 76’ |     | Мигез 32’ |

| Перу                        | 2–1 | Уругвај   |
| --------------------------- | --- | --------- |
| Кастиљо 11’ · Г. Санчез 68’ |     | Морел 72’ |

| Аргентина  | 1–0 | Чиле |
| ---------- | --- | ---- |
| Мичели 59’ |     |      |

## Листа стрелаца
8. голова
- Родолфо Мичели

6. голова
| - Ормазабал | - Г. Санчез |  |

5. голова
- Максимо Ролон

4. гола
- М. Муњоз

3. гола
| - Борељо - Лабруна - Х. Робледо | - Мелендез - Матуте - Абадије | - Галван - Мигез |

2. гола
| - Гриљо | - Диаз Забрано |  |

1 гол
| - Бонељи - Кечонато - Рамирез Банда - Виљакресес - Мартиназ | - Виљалба - Барбадиљо - Кастиљо - Хередија - Кастиљо | - Тери - Борхес - Перез - Морел |

Аутогол
- Гонзабај (2 за Перу)